# Lumen Field
A Lumen Field stadion a washingtoni Seattle-ben, az Egyesült Államokban. A város SoDo városrészében fekszik, a National Football League-ben (NFL) szereplő Seattle Seahawks, az XFL-ben szereplő Seattle Sea Dragons, az észak-amerikai labdarúgó-bajnokságban szereplő Seattle Sounders FC és a National Women’s Soccer League-ben játszó OL Reign otthona. Eredetileg Seahawks Stadion néven nyitották meg, majd 2004 júniusában a Qwest Field nevet kapta. A Qwest 2011-es távozása után CenturyLink Field néven lett ismert, a beceneve Clink volt. Jelenlegi nevét 2020 novemberében kapta, mikor a CenturyLink felvette a Lumen Technologies nevet. A stadion egy modern épület, kilátással Seattle belvárosára. NFL-mérkőzéseken 68 740, MLS-mérkőzéseken pedig 37 722 a befogadóképessége. A komplexum része az Event Center, ami otthont ad a Washington Zeneszínháznak, egy parkoló épületnek és egy bevásárlóközpontnak. Itt tartanak koncerteket és vásárokat is. Mindössze 1,6 kilométerre helyezkedik el a város belvárosától.
A stadiont 2000 és 2002 között építették, a Kingdome helyére, miután az 1997-es választásokon a szavazók többsége jóváhagyta az építkezést. Ezen a választáson hozták létre a Washington State Public Stadium Authorityt, ami kezelte a stadion állami tulajdonolását. A Seahawks tulajdonosa, Paul Allen létrehozta a First & Goal Inc.-t, ami az új stadion működtetésével és kivitelezésével foglalkozott. Allen nagy szerepet játszott a stadion megtervezésében és fontosnak nevezte egy nyílt terű stadion megépítését.
A Seahawks rajongói kétszer is megdöntötték a Guinness világrekordot a leghangosabb nézőseregért, először 2013-ban 136,6 decibellel, majd egy évvel később 137,6 decibellel. A nézők hangereje gyakran előnyt ad a hazai csapatnak. Ez volt az első NFL-stadion, ahol a stadion felszíne FieldTurf volt. Többször is rendeztek itt egyetemi és középiskolai mérkőzéseket is, beleértve a 2011-es Apple-kupát és a Washington Huskies összes hazai mérkőzését, a csapat stadionjának felújítása idején.
A Lumen Fielden labdarúgó-mérkőzéseket is lehet rendezni, az első ilyen esemény a Seattle Sounders egyik meccse volt, amikor még a United Soccer League tagja voltak. A USL-csapat 2003-tól kezdve szinte összes hazai mérkőzését itt játszotta. Az MLS-hez csatlakozó Seattle Sounders FC 2009-ben itt kezdte játszani hazai mérkőzéseit. 2009-ben és 2019-ben is itt rendezték az MLS-kupát, illetve a US Open-kupa döntőjét is itt tartották  2010-ben és 2011-ben. A 2022-es CONCACAF-bajnokok ligája második kiesés szakaszát is itt rendezték, a Sounders megnyerte mind a három döntőt, minden egyes alkalommal nézettségi rekordokat döntve. 2013 augusztusában 67 385 néző volt jelen a Sounders és a Portland Timbers közötti mérkőzésen. Több CONCACAF-aranykupa aranykupa meccsnek és a Copa América Centenariónak is otthont adott a stadion és a 2026-os világbajnokság idején is fognak meccseket rendezni, az utóbbi tornán a SoDo Field nevet viseli.

## Galéria

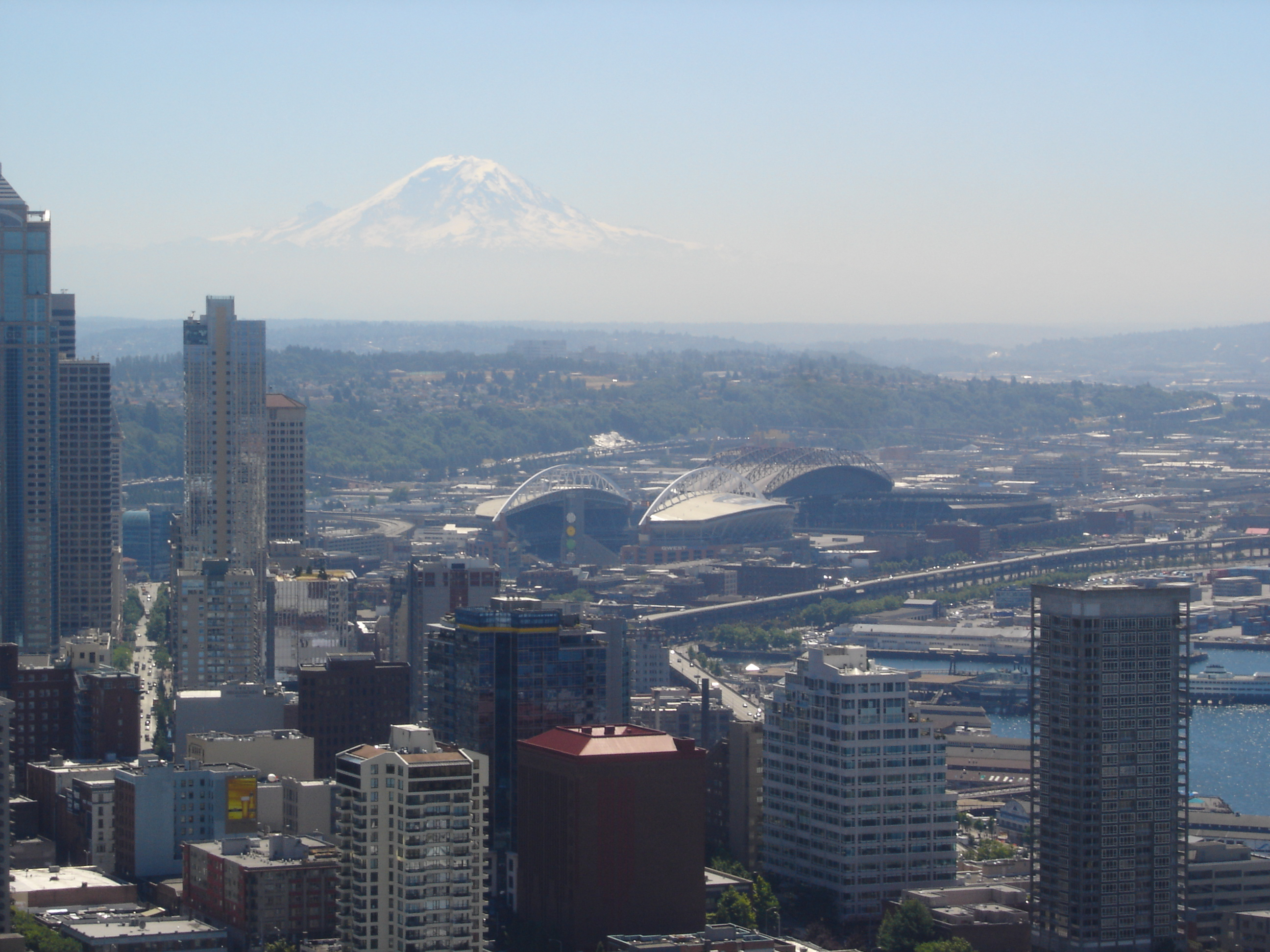
A stadion a Space Needle-ből.
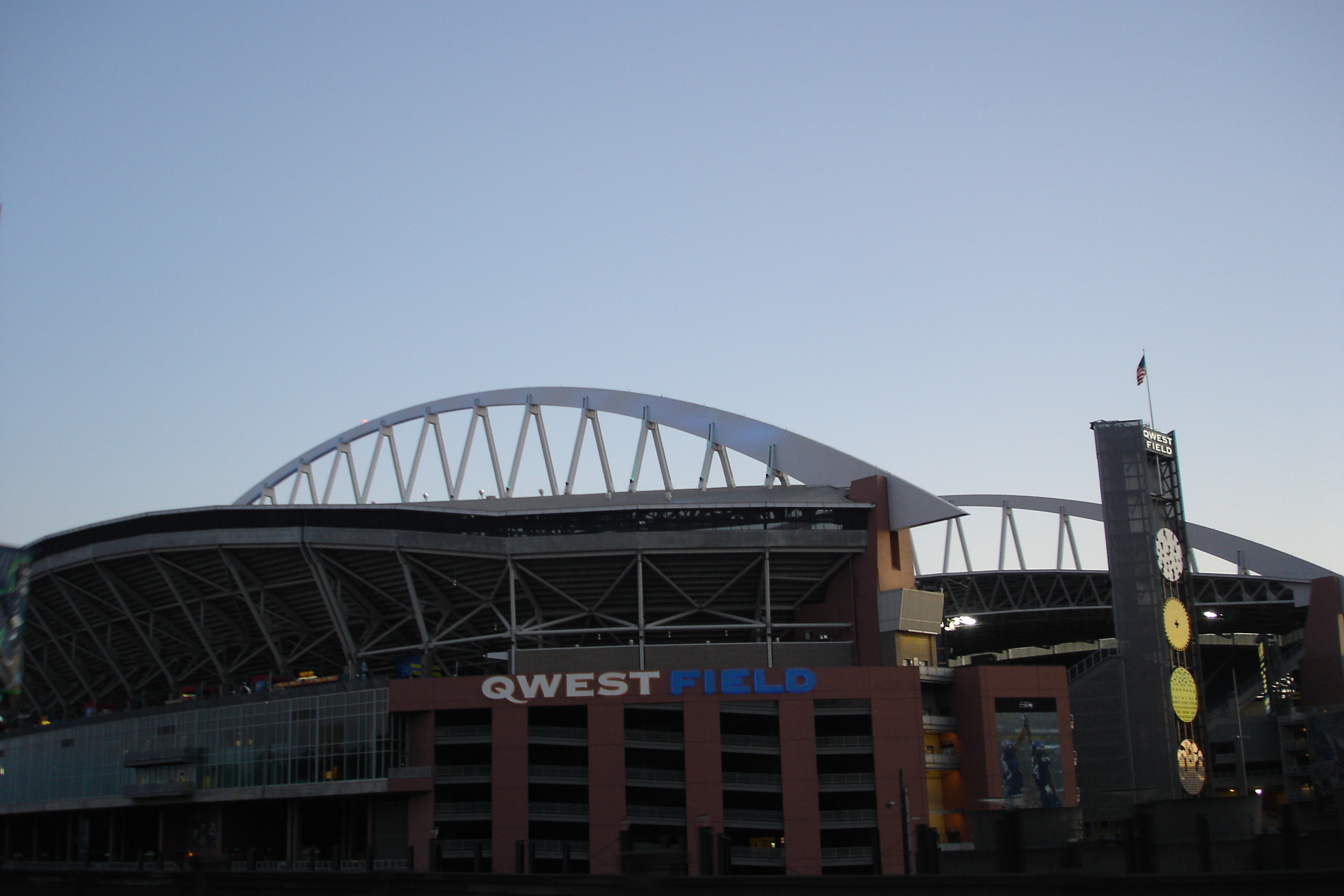
A Qwest Field külső része.
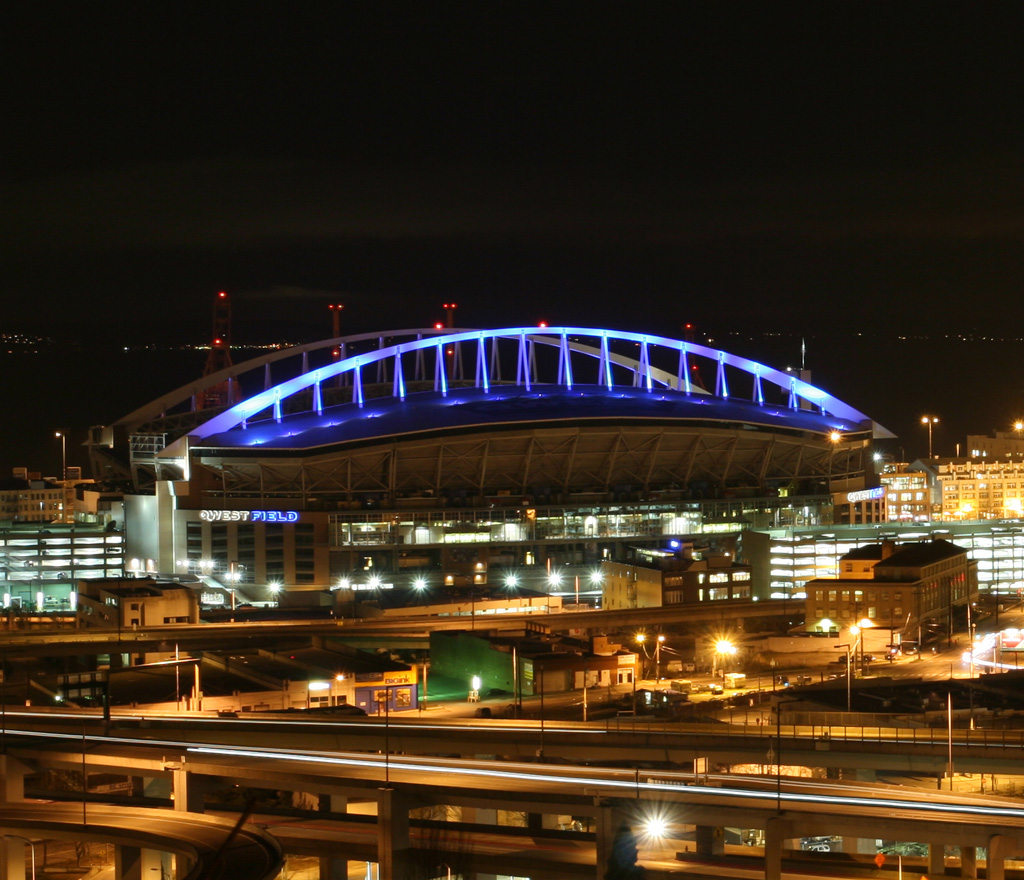
A stadion este.
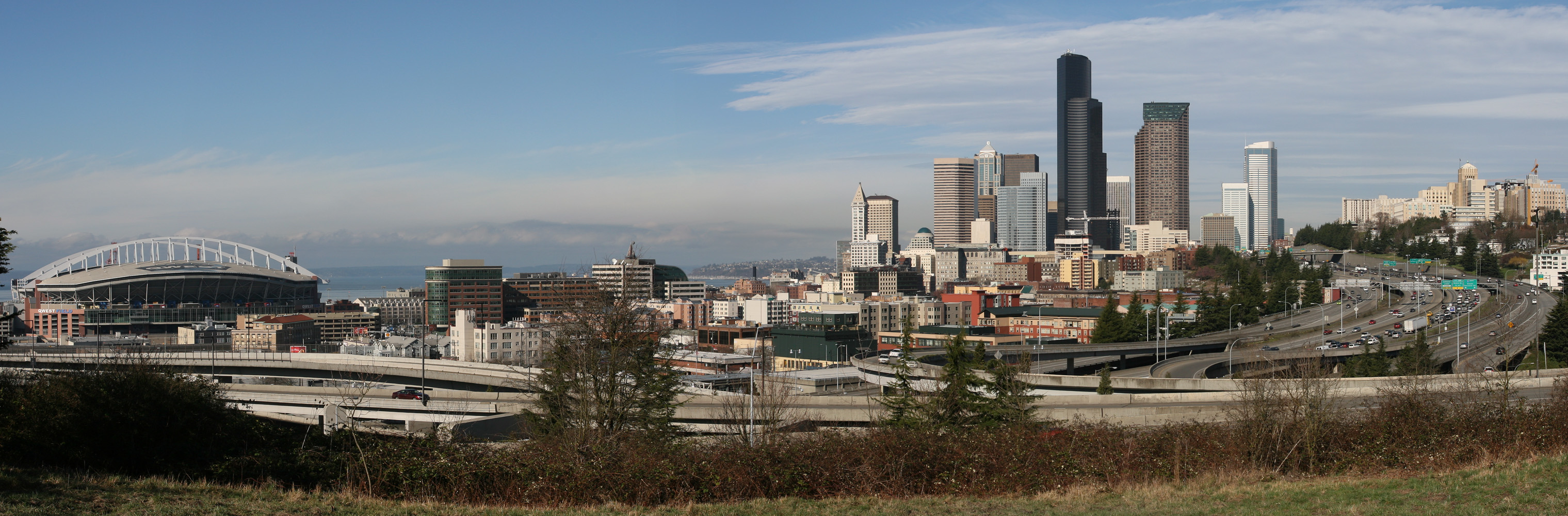
A stadion Seattle-lel a háttérben.
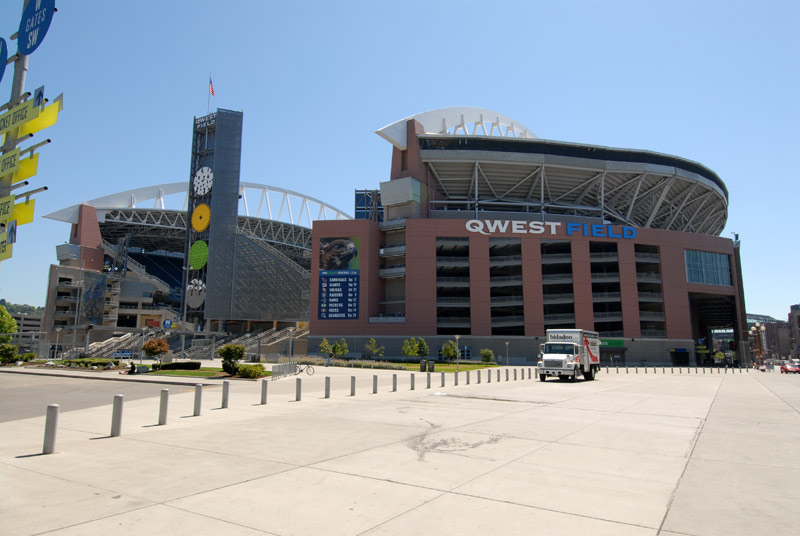
A Qwest Field északi oldala
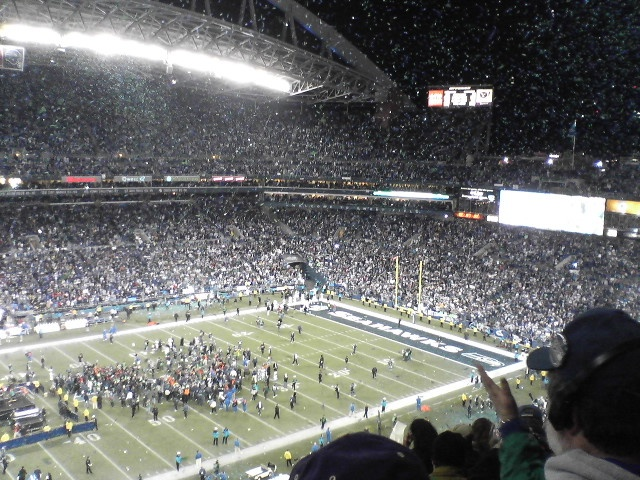
A Seattle 2005-ös NFC győzelmének ünneplése
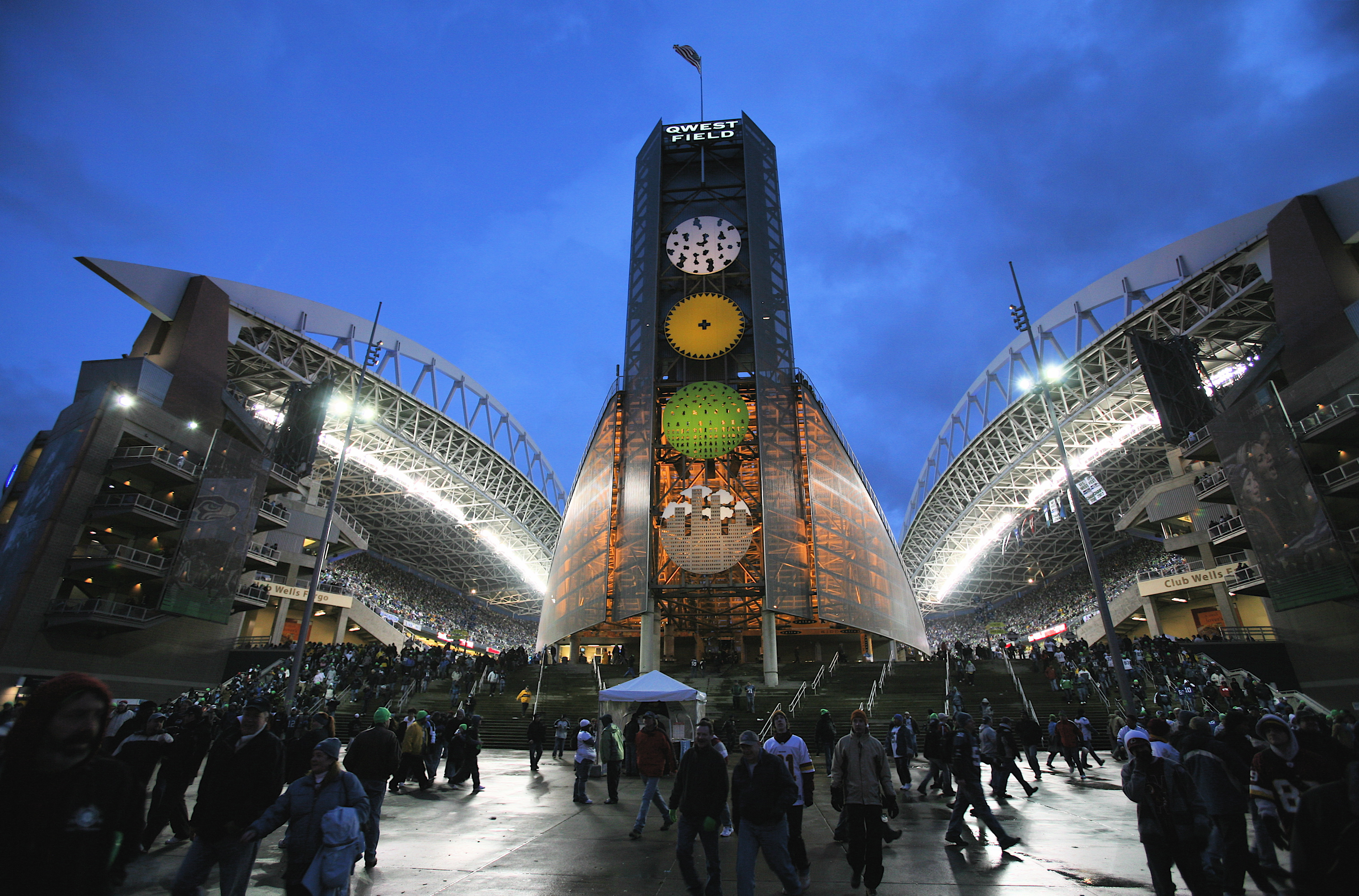
A Qwest Field bejárata.
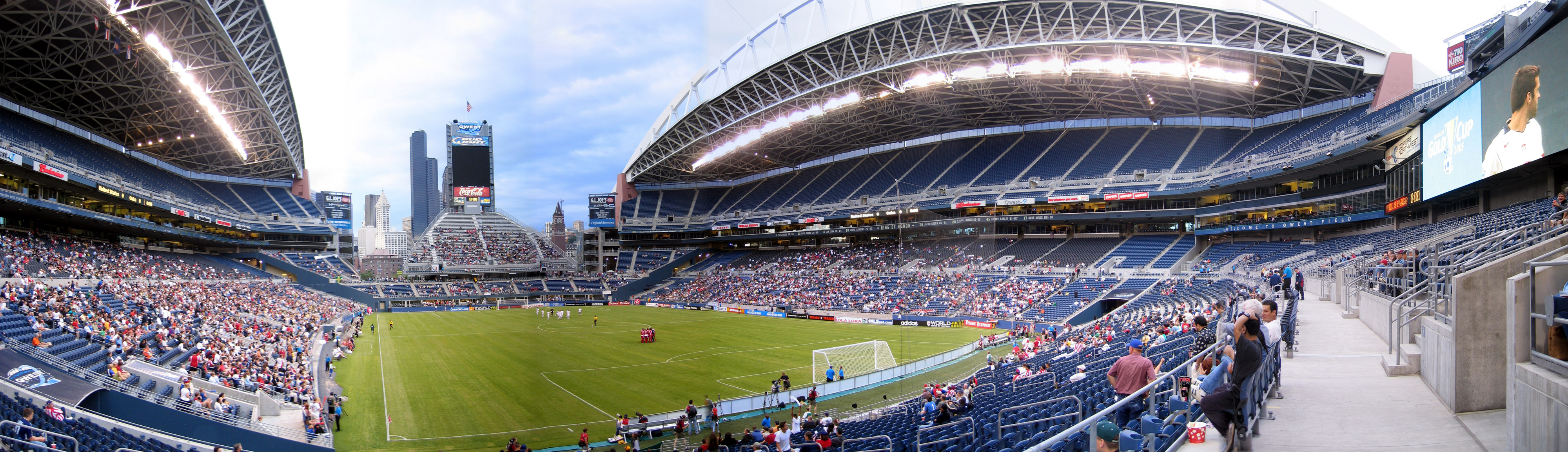
2005-ben, egy labdarúgó mérkőzés közben.